# Calopterusa
Calopterusa is een geslacht van rechtvleugeligen uit de familie sabelsprinkhanen (Tettigoniidae). De wetenschappelijke naam van dit geslacht is voor het eerst geldig gepubliceerd in 1942 door Uvarov.

## Soorten
Het geslacht Calopterusa omvat de volgende soorten:
- Calopterusa balucha Uvarov, 1932
- Calopterusa lindbergi Bey-Bienko, 1963
- Calopterusa mistshenkoi Sergeev & Pokivajlov, 1992
- Calopterusa pamirica Stolyarov, 1969
- Calopterusa pastuchovi Uvarov, 1917
- Calopterusa platycerca Bey-Bienko, 1963
- Calopterusa werneri Adelung, 1910